# Lasiodora
Lasiodora (лат.) — род пауков-птицеедов из подсемейства Theraphosinae. Включает 33 вида. Очень большие пауки, размером до 25 см (включая лапы). Распространены в Бразилии.

## Описание
Самцы похожи на виды Vitalius, Nhandu, Crypsidromus, Tekoapora, Pterinopelma, Lasiocyano и Eupalaestrus anomalus наличием эмболуса с килем SA треугольной формы. Самки похожи на Vitalius, Nhandu, Tekoapora, Pterinopelma и Lasiocyano наличием уртикальных волосков I типа на дорсуме брюшка в сочетании со сперматеками, сросшимися на коротком участке у их основания. И самцы, и самки отличаются от вышеперечисленных групп наличием стридуляционного аппарата, образованного плюмозными волосками на дистально-медианной области пролатеральных тазиков I─IV, более развитыми на тазиках I─II.

## Классификация
В 2023 году состав рода был пересмотрен и в нём оставлены 7 видов, а другие или синонимизированы или перенесены в другие роды.

### Состав рода на 2023 год
- Lasiodora benedeni Bertkau, 1880
- Lasiodora camurujipe Bertani, 2023[2]
- Lasiodora franciscana Bertani, 2023[2]
- Lasiodora klugi C. L. Koch, 1841
- Lasiodora parahybana Mello-Leitão, 1917
- Lasiodora sertaneja Bertani, 2023[2]
- Lasiodora subcanens Mello-Leitão, 1921

### Список видов (старый объём)
- Lasiodora acanthognatha Mello-Leitão, 1921
- Lasiodora benedeni Bertkau, 1880
- Lasiodora boliviana Simon, 1892
- Lasiodora brevibulba Valerio, 1980
- Lasiodora carinata Valerio, 1980
- Lasiodora citharacantha Mello-Leitão, 1921
- Lasiodora cristata Mello-Leitão, 1923
- Lasiodora cryptostigma Mello-Leitão, 1921
- Lasiodora curtior Chamberlin, 1917
- Lasiodora differens Chamberlin, 1917
- Lasiodora difficilis Mello-Leitão, 1921
- Lasiodora dolichosterna Mello-Leitão, 1921
- Lasiodora dulcicola Mello-Leitão, 1921
- Lasiodora erythrocythara Mello-Leitão, 1921
- Lasiodora fallax Bertkau, 1880
- Lasiodora fracta Mello-Leitão, 1921
- Lasiodora icecu Valerio, 1980
- Lasiodora isabellina Ausserer, 1871
- Lasiodora itabunae Mello-Leitão, 1921
- Lasiodora klugi C. L. Koch, 1841
- Lasiodora lakoi Mello-Leitão, 1943
- Lasiodora mariannae Mello-Leitão, 1921
- Lasiodora moreni Holmberg, 1876
- Lasiodora pantherina Keyserling, 1891
- Lasiodora parahybana Mello-Leitão, 1917
- Lasiodora pleoplectra Mello-Leitão, 1921
- Lasiodora puriscal Valerio, 1980
- Lasiodora rubitarsa Valerio, 1980
- Lasiodora saeva Walckenaer, 1837
- Lasiodora spinipes Ausserer, 1871
- Lasiodora sternalis Mello-Leitão, 1923
- Lasiodora striatipes Ausserer, 1871
- Lasiodora subcanens Mello-Leitão, 1921